# Marie Detruyer
Marie Detruyer, née le 13 janvier 2004, est une footballeuse internationale belge qui joue au poste de milieu offensive ou d'ailière à l'Inter Milan.

## Biographie
Originaire de Dilbeek,, Marie Detruyer commence à jouer au football à l'âge de cinq ans au Verbroedering Beersel-Drogenbos.
Lorsqu'elle a 10 ans, elle participe à une séance d'entraînement à la Voetbalacademie-Net dans le parc de l'Osbroek d'Alost avec quelques coéquipières du Verbroedering Beersel-Drogenbos. C'est à la suite de cet entraînement qu'elle est repérée par Michaël De Meyst, ancien joueur de l'Eendracht Alost et entraîneur de jeunes. Impressionné par ce qu'elle pouvait faire avec un ballon, elle est, au fil du temps, enregistrée par vidéo afin de montrer des exercices techniques.
De Meyst contacte son ancien club. Cependant, ce n'était pas dans la culture du club de détecter les filles. Il convainc l'Eendracht Alost de lui faire passer des entraînements. Après un entraînement, le club est tout de suite convaincu de son potentiel. C'est ainsi que Marie devient la première fille à jouer dans les équipes de garçons de l'Eendracht.

À ce sujet la Belge dira :
« L'Eendracht Alost a joué un rôle très important dans le début de ma carrière. J'y ai beaucoup appris et j'ai jeté les bases sur lesquelles j'ai pu construire d'autres projets. Lors de mon premier entraînement test, j'avais déjà réalisé que j'étais la seule fille de tout le complexe de jeunes. Même si j'ai reçu un appel téléphonique m'informant qu'il n'était pas nécessaire de passer un deuxième test et que j'étais autorisée à m'inscrire, j'ai fait savoir à la maison que je ne voulais pas y retourner. Mes parents m'ont quand même convaincue et après la séance d'entraînement suivante, je me sentais déjà mieux. On s'est bien occupé de moi là-bas. Après moi, Lyndsey Van Belle et Debby Coenraets ont également rejoint les jeunes de l'Eendracht. »
— Marie Detruyer, 
Alors qu'elle allait passer aux équipes féminines, elle choisit le projet des Yellow Flames, un projet de la fédération belge de football basé à Louvain visant au développement de joueuses. Ce choix sera motivé en raison de ses études.
C'est en juin 2019 que Detruyer quitte définitivement les noirs et blancs. Peu avant ce départ, lors d'un tournoi international aux Pays-Bas, elle reçoit le brassard de capitaine avant la finale et son dernier match. L'équipe gagne aux tirs au but et remporte le tournoi. Elle reçoit son maillot du match et la coupe qu'elle ramène chez elle. 

Sur ce choix, la joueuse expliquera :
« Je voulais aussi y rester, mais mon école à Dilbeek n'était pas adaptée au sport de haut niveau. Il m'arrivait aussi de partir avec l'équipe nationale. Cette combinaison était difficile et je devais sans cesse rattraper les cours. À Louvain, j'ai reçu une offre des Yellow Flames et j'ai pu suivre une formation supplémentaire à la Topsportschool. C'était la solution idéale. »
— Marie Detruyer, 
Après une année avec les espoirs de La Gantoise, elle est transférée à l'OH Louvain.

### En club
Lors de la saison 2019-2020, peu de temps après avoir intégré l'équipe première d'OHL, Detruyer est élue joueuse du mois d'octobre,.
Début décembre 2021, elle est élue joueuse du mois en Super League pour le mois de novembre.
Lors cette même saison, les Louvanistes termineront la saison à la deuxième place, derrière le RSC Anderlecht malgré une victoire 1-0 de son équipe contre le champion en titre Anderlecht.
En mai 2022, elle est nommée pour le trophée de "Footballeuse Pro" de l’année aux côtés de Tessa Wullaert du RSC Anderlecht et de Marie Minnaert du Club YLA,,.
En 2023, Detruyer manque de peu le trophée de Footballeuse Pro pour la deuxième fois. La différence entre la première et la troisième place étant d'à peine quatre points. La jeune milieu de terrain doit finalement s'incliner devant les lauréates Lore Jacobs et Ștefania Vătafu, toutes deux championnes avec le RSC Anderlecht.

### En sélection
Le 12 juin 2021, elle honore sa première sélection avec la Belgique lors d'un match amical à Wiltz contre le Luxembourg (victoire 1-0). Avec une équipe constituée principalement de jeunes joueuses, elle est titulaire et est remplacé à la 68e par Janice Cayman.
En juin 2022, elle fait partie des 28 joueuses lors de la préparation de la sélection belge à l'Euro 2022. Cependant, quelques jours plus tard, elle quitte l'équipe nationale, n'étant pas reprise dans la sélection définitive d'Ives Serneels pour l'Euro.
Le 6 février 2023, la Belge est sélectionnée par Ives Serneels pour disputer la Arnold Clark Cup 2023. Cette dernière étant un tournoi de football féminin sur invitation organisé par la Fédération anglaise de football.
Quelques jours plus tard, lors de cette même Arnold Clark Cup 2023, la footballeuse inscrit son premier but pour la Belgique. Ce but permettant à son équipe de battre l'Italie deux buts à un en ouverture de tournoi.

### Vie privée
Marie Detruyer est étudiante en sciences de la communication à la KU Leuven.
Elle vit à Louvain avec sa sœur jumelle Pauline, tandis que son frère aîné Jens est entraîneur dans les divisions provinciales belge.